# 太白瓦韦
太白瓦韦（学名：Lepisorus thaipaiensis）为水龙骨科瓦韦属下的一个种。

## 扩展阅读
- 維基物種上的相關：太白瓦韦